# Стовбур головного мозку
Сто́вбур головно́го мо́зку (лат. truncus encephali) — відділ головного мозку, який включає довгастий мозок, міст та середній мозок, і безпосередньо переходить у спинний мозок у нижній частині. У людини становить близько 2,5% від загальної маси мозку. Гістологічно стовбур подібний до спинного мозку, оскільки сіра речовина в ньому оточена білою (а не навпаки, як це спостерігається у мозочку та кінцевому мозку), проте на відміну від спинного мозку, тут наявні ядра сірої речовини у білій.
Стовбур головного мозку бере участь у забезпеченні гомеостазу, певних поведінкових реакцій, необхідних для виживання, а також забезпечує передачу інформації до і від вищих відділів мозку. Звідси відходять десять із дванадцяти пар черепних нервів.